# Božica Brkan
Božica Brkan (Okešinec, Moslavina, 10. veljače 1955.) hrvatska je književnica i novinarka.
Živi u Zagrebu. Piše standardnim hrvatskim književnim jezikom i kajkavskim – moslavačkom kekavštinom.

## Životopis
Osnovnu školu i gimnaziju završila u Križu. Na zagrebačkome Filozofskom fakultetu diplomirala je komparativnu književnost te poljski jezik i književnost, a diplomantica je i novinarstva na Fakultetu političkih znanosti. Tri desetljeća radila je kao profesionalna novinarka, kolumnistica i urednica („Vjesnik“, „Večernji list“) u različitim medijima. Osobito su je zanimale teme vezane uz komunikaciju, tržište i baštinu. Predavala je stilistiku u medijskoj komunikaciji na komunikologiji na Hrvatskim studijima (2009.—2011.). Osnivačica je, urednica i autorica internetskih magazina Oblizeki i Živi selo.
Članica je Društva hrvatskih književnika i Hrvatskoga novinarskog društva te suosnivačica Hrvatske udruge potrošača i Hrvatske udruge za odnose s javnošću. 
Poezija i proza višekratko joj je nagrađivana i objavljivana u različitim časopisima, zbornicima i antologijama od 1968.

## Nagrade i priznanja
- Dobitnica je nagrade novinske kuće Vjesnik za mlade novinare „Zvonimir Kristl”  za reportažu (1980.),
- godišnje nagrade Hrvatskoga novinarskog društva „Marija Jurić Zagorka” za najbolje uređen podlistak-prilog za 2000. – „Vrt “ „Večernjeg lista“,
- dr. Joža Skok više pjesama uvrstio joj je u antologiju kajkavske poezije 20. stoljeća „Rieči sa zviranjka“ (1999.),
- prof. dr. Miroslav Šicel u "Antologiju hrvatske kratke priče" (2001.) uvrstio je priču „Kak su trojica pesmu nosili“,
- u „Kajkavsku liriku Moslavine“ (2009.) dr. sc. Dražen Kovačević uvrstio joj je deset pjesama,
- pjesma „dipovci, ah dipovci“ prvonagrađena joj je na Ratkovićevim večerima poezije u Bijelome Polju 1974. (Crna Gora),
- priča „Umrežena“ osvojila je prvu nagradu na natječaju „Mate Raos” Ogranka Matice hrvatske Vrgorac 2011.[5]
- roman „Rez / Leica-roman u 36 slika“ na natječajima VBZ-a 2010. i Ogranka Matice Hrvatske Osijek 2011. odabran je u uži izbor, a na T-portalovom natječaju uvršten među 11 kandidata za najbolji roman napisan na hrvatskom jeziku u 2012. godini,
- monodrama „Strela boža vute pukla“ nagrađena je na Susretima hrvatskoga duhovnog književnog stvaralaštva „Stjepan Kranjčić“ u Križevcima (2011.),
- zbirka pjesama „Pevcov korak (kajkavski osebušek za eu)“ finalist za nagradu "Fran Galović za najbolje djelo zavičajne tematike u 2012.
- priči „Svojih tijela gospodari“ dodijeljena je prva nagrada na natječaju za kratku priču satiru „Slavko Kolar” na Danima Slavka Kolara 2012.[6] u Čazmi
- nagrada „Katarina Patačić” za najbolju kajkavsku knjigu u 2012. godini pjesničkoj zbirci „Pevcov korak (kajkavski osebušek za eu)”
- druga nagrada Pasionske baštine 2013. za djelo Obrubljivanje Veronikina rupca ili Muka 2013.[7][8]
- Agencija za odgoj i obrazovanje 20. veljače 2015. godine odobrila je uporabu "Kajkavske čitanke Božice Brkan” kao pomoćnog sredstva u nastavi hrvatskog jezika u svim razredima u svim sednjim školama,
- 3. nagrada “Dubravko Horvatić” za prozu za kajkavsku priču “Crna trava” objavljenu 2014. u tjedniku Hrvatsko slovo.
- nagrada časopisa “Kaj” za pjesmu “spod joblaki i spod zvezdi” na 34. Recitalu suvremenoga kajkavskoga pjesništva “Dragutin Domjanić” u Svetom Ivanu Zelini 30. svibnja 2015.
- roman „Ledina“ finalist za nagradu "Fran Galović" za najbolje djelo zavičajne tematike u 2015.
- nagrada časopisa "Kaj" za putopis “Nova moslavačka razglednica: villa romana na Sipčini” na 11. Natječaju za hrvatski književni putopis 7. listopada 2017. u Loboru.
- zbirka kratkih priča na kajkavskom (kekavici autoričinog Okešinca) „Život večni“ finalist za nagradu "Fran Galović"  za najbolje djelo zavičajne tematike u 2018.
- nagrada „Marko Polo – slavni putopisac“ u 2018. za reportažu „Postoji li još zagorski tradicijski vrt“
- Nagrada „Vesna Parun“ u 2020. za pjesmu "haljina za snove" iz zbirke pjesama "Nemoj mi to govoriti" (Acumen, 2019.)

## O Božici Brkan, uz druge, pišu:
Tomislav Ladan u “Pjesništvo, pjesme, pjesnici” (1976.), 
„Vjesnikov leksikon" (1990.), 
„Tko je tko u Hrvatskoj" (1993.), 
„Tko je tko u hrvatskom gospodarstvu" (1995.), 
Josip Grbelja i Marko Sapunar u „Novinarstvo, teorija i praksa” (1993.), 
„Hrvatski leksikon" (1997.), 
„Leksikon članova DHK" (1999.), 
Petar Požar u „Leksikonu povijesti novinarstva i publicistike" (2001.), 
monografija „HND, Prvo stoljeće” (2010.), 
„Spomenica Društva hrvatskih književnika” (2010.),
„Hrvatska književna enciklopedija” (2010.).

## Vanjske poveznice
- http://vrgorac.blog.hr/2011/09/1629520510/bozica-brkan-osvojila-knjizevnu-nagradu-mate-raos.2.html
- [neaktivna poveznica] Đuro Vidmarović: Poezija na govoru pred nestankom
- http://www.bozicabrkan.com/novinarska-nagrada-marko-polo-slavni-putopisac-i-bozici-brkan/